# ویژکی (ناحیه پرروف)
ویژکی (به چکی: Věžky) یک منطقهٔ مسکونی در جمهوری چک است که در ناحیه پرروف واقع شده‌است. ویژکی ۲٫۴ کیلومتر مربع مساحت و ۲۰۱ نفر جمعیت دارد و ۲۰۲ متر بالاتر از سطح دریا واقع شده‌است.